# کارل شولز (بازیکن فوتبال)
کارل شولز (انگلیسی: Carl Schulz; ۱۱ اوت ۱۹۰۱ – ۹ مارس ۱۹۷۱) بازیکن فوتبال اهل آلمان بود.
از باشگاه‌هایی که در آن بازی کرده‌است می‌توان به باشگاه فوتبال هولشتاین کیل اشاره کرد.
وی همچنین در تیم ملی فوتبال آلمان بازی کرده‌است.